# Systellaspis pellucida
Systellaspis pellucida är en kräftdjursart som först beskrevs av Henri Filhol 1885.  Systellaspis pellucida ingår i släktet Systellaspis och familjen Oplophoridae. Inga underarter finns listade i Catalogue of Life.